# Terastiodontosaurus marcelosanchezi
Terastiodontosaurus marcelosanchezi — монотипний вид плазунів родини Trogonophidae. Знайдений у еоценових відкладеннях Тунісу (Чамбі).
Таксон характеризується екстремальною морфологією зубів, включаючи один масивний зуб на верхні та нижній щелепах, плоскі щічні зуби та низку інших діагностичних ознак, які легко відрізняють його від усіх інших амфісбенів. Філогенетичний аналіз відновлює Terastiodontosaurus і Todrasaurus як сестринські таксони та забезпечує сильну підтримку спорідненості сестринської групи цих двох великозубих амфісбенів із сучаcними Trogonophis. Наше дослідження μCT-сканувань показує, що Terastiodontosaurus, Todrasaurus і Trogonophis характеризуються великою товщиною емалі на зубах, ознака, яка відсутня в інших обстежених амфісбенів. Оцінки розмірів показують, що Terastiodontosaurus був найбільшим відомим амфісбеном, який коли-небудь існував, з орієнтовною довжиною черепа >5 cm. Базуючись на нових даних про м’язи Trogonophis, ми оцінюємо дуже високу силу укусу, яка дозволила б йому розчавити широкий спектр равликів.